# الرحاب (الجوف)
الرحاب هي إحدى قرى الجمهورية اليمنية. وهي تتبع جغرافيًا لمحافظة الجوف. وإداريًا لمديرية رجوزه. يبلغ تعداد سكانها 2956 نسمة حسب الإحصاء الذي أجري عام 2004م.